# Нова Вес под Плеши
Нова Вес под Плеши (чеш. Nová Ves pod Pleší) је насељено мјесто са административним статусом сеоске општине (чеш. obec) у округу Прибрам, у Средњочешком крају, Чешка Република.

## Становништво
Према подацима о броју становника из 2014. године насеље је имало 1.029 становника.